# Nelson Tapia
Nelson Antonio Tapia Rios (Molina, 22 settembre 1966) è un ex calciatore cileno.
Campione nazionale con Universidad Católica e Cobreloa, medaglia di bronzo con la nazionale a Sydney 2000 e titolare in Francia alla Coppa del Mondo 1998, soprannominato "Cabeza de Muela"